# Ciril Kosmač
Ciril Kosmač (Slap ob Idrijci, 28 settembre 1910 – Lubiana, 28 gennaio 1980) è stato uno scrittore e poeta sloveno.

## Biografia
Narratore esponente del realismo sociale sloveno, descrisse la vita e la sofferenza degli sloveni del Litorale sotto i regimi fascista e jugoslavo.
Da giovane aderì all'organizzazione antifascista TIGR. Nel 1929 venne arrestato, ma fu rilasciato dopo un anno, poi visse a Parigi (1938) e a Londra (1942). Nel 1944 si unì ai partigiani comunisti della Carniola Bianca, poi nel dopoguerra diresse il settimanale Tovariš (1949–52) e lavorò come sceneggiatore per la Triglav Film (1952–55). Scrisse la sceneggiatura di Na svoji zemlji, il primo film di produzione slovena.
Dal 1961 fu membro dell'Accademia slovena delle scienze e delle arti. È considerato uno dei più straordinari narratori sloveni della metà del XX secolo.

## Opere
- Sreća in kruh (1946, novella)
- Iz moje doline (1959)
- Novele (1960)
- Pomladni dan (1953, romanzo)
- Balada o trobenti in oblaku (1956)

## Sceneggiatore
- Na svoji zemlji, regia di France Štiglic (1948)